# San Francisco (Quezon)
San Francisco es un municipio filipino de cuarta clase, perteneciente a la provincia de Quezon, en la región de Calabarzon. En 2020, tenía censados 62 097 habitantes.